# 仙べえ
- 藤子不二雄 > 連載 > 仙べえ

『仙べえ』（せんべえ）は藤子不二雄（藤本弘と安孫子素雄）の合作による漫画作品。および、その漫画の主人公である仙人の名前。

## 概要
1971年37号から1972年4+5号まで『週刊少年サンデー』に連載された。半人前の仙人・仙べえが100年後の現代に帰還、弟の子孫である峯野家に居候して騒動を巻き起こすギャグ漫画。
ストーリーと背景の作画を藤本が、キャラクターの作画を安孫子が担当した。二人の合作として新連載された漫画としては最後の作品である（『仙べえ』終了後も『オバケのQ太郎』が合作で執筆されている）。
主人公一家は田舎の山林を住宅公団に売却した資金を元手に新築された豪邸に住んでおり、全室空調や洋式トイレ、ガレージなどを完備するほか、後半には50万円(現在なら数100万に相当)のビデオデッキまで登場するなど、当時としてはかなり裕福な生活を送っている。

## 登場人物

### 仙べえと峯野一家
仙べえ（せんべい）
本編の主人公。仙人になると言ったまま行方不明になって以来、100年ぶりに帰ってきた108歳の仙人。弟の子孫である峯野家に居座る。
「センベラ!」と唱える事で、様々な仙術が使えるが、仙人としては半人前のため、いつもロクな結果とならない。
峯野モヤ夫（みねの モヤお）
副主人公。新築の豪邸に住む少年だったが、曽祖父の弟にあたる仙べえに家に居座られ、翻弄される。
峯野モヤ夫の母
モヤ夫の学校の学園祭の劇で登場した竜のぬいぐるみが仙べえの入魂の術で動き出した際には、峯野家の中で母にだけなついた。
峯野モヤ夫の父
カンが悪く、運転免許の試験を何度も落ちていたが、作中で免許を取得した。
猟銃ライセンスを所持しているらしく、劇中では専務の接待を兼ねて鴨狩に出掛ける場面がある。
峯野キリ子（みねの キリこ）
モヤ夫の姉。仙べえを利用し、友人たちから鑑賞料を取って「仙術を見る会」を開くも、仙べえから「仙術は見せ物ではない」と拒否される。

### モヤ夫のクラスメイト
竹子（たけこ）
モヤ夫のクラスの美人。
モヤ夫が自宅へ招待するにも1ヶ月前から予約しておく必要があり、「チャンスを逃したら4年後くらいになる」と言われるほどの人気者。
出羽口（でばくち）
モヤ夫のクラスのガキ大将。常に2人の子分格を従えて活動している。

### 仙べえの知人
久佐目（くさめ）仙人
仙べえの仙人仲間。
修行場所である住まいが切り開かれて分譲別荘地になって山を下りることになり、子孫をたよって大阪の家で屋根裏住まいをしている。
面くい鳥（めんくいどり）
久佐目仙人の相棒である鳥。
きれいな顔をみたら「イカース」と鳴き、普通の顔にはそっぽを向く。二目も見れない顔ではつついて攻撃してくる。また、お世辞もすることができる。

## 単行本
1976年に「スターコミックス」（大都社）より単行本化されたが絶版、2011年4月25日に「藤子・F・不二雄大全集」（小学館）より再び単行本化された。なお「大全集」版では、「仙薬を作ろう」（1972年45号）と「愛しの竹子さん」（1972年1号）が初めて単行本に収録された。